# かんき出版
株式会社かんき出版（かんきしゅっぱん）は、主に実用書を扱う日本の出版社。

## 概要
1977年に元光文社社長の神吉晴夫（かんき はるお）が、新書判（かんきブックシリーズ）の出版社として設立。主にビジネス書・学習書・自己啓発書といった実用書を出版する。主な出版物に「手にとるように○○がわかる」シリーズなどがある。
2001年に社員研修などの教育事業を始める。